# Xiphulcus parallelus
Xiphulcus parallelus är en stekelart som beskrevs av Henry Keith Townes, Jr. 1983. Xiphulcus parallelus ingår i släktet Xiphulcus och familjen brokparasitsteklar. Inga underarter finns listade i Catalogue of Life.